# Пальоса (Бразилия)
Пальоса (порт. Palhoça) — муниципалитет в Бразилии, входит в штат Санта-Катарина. Составная часть мезорегиона Гранди-Флорианополис. Входит в экономико-статистический  микрорегион Флорианополис. Население составляет 122 471 человек на 2008 год. Занимает площадь 394,662 км². Плотность населения — 324,6 чел./км².

## История
Город основан 31 июля 1793 года.

## Статистика
- Валовой внутренний продукт на 2004 составляет 577.457.088,00 реалов (данные: Бразильский институт географии и статистики).
- Валовой внутренний продукт на душу населения на 2004 составляет 4.798,00 реалов (данные: Бразильский институт географии и статистики).
- Индекс развития человеческого потенциала на 2000 составляет 0,816 (данные: Программа развития ООН).

## География
Климат местности: умеренный. В соответствии с классификацией Кёппена, климат относится к категории Csh.